# Havdhem
Havdhem (gutniska: Habdum) är en tätort i Gotlands kommun i Gotlands län och kyrkby i Havdhems socken, belägen ca. sex mil söder om centralorten Visby och ca. 9 km. söder om Hemse.

## Befolkningsutveckling

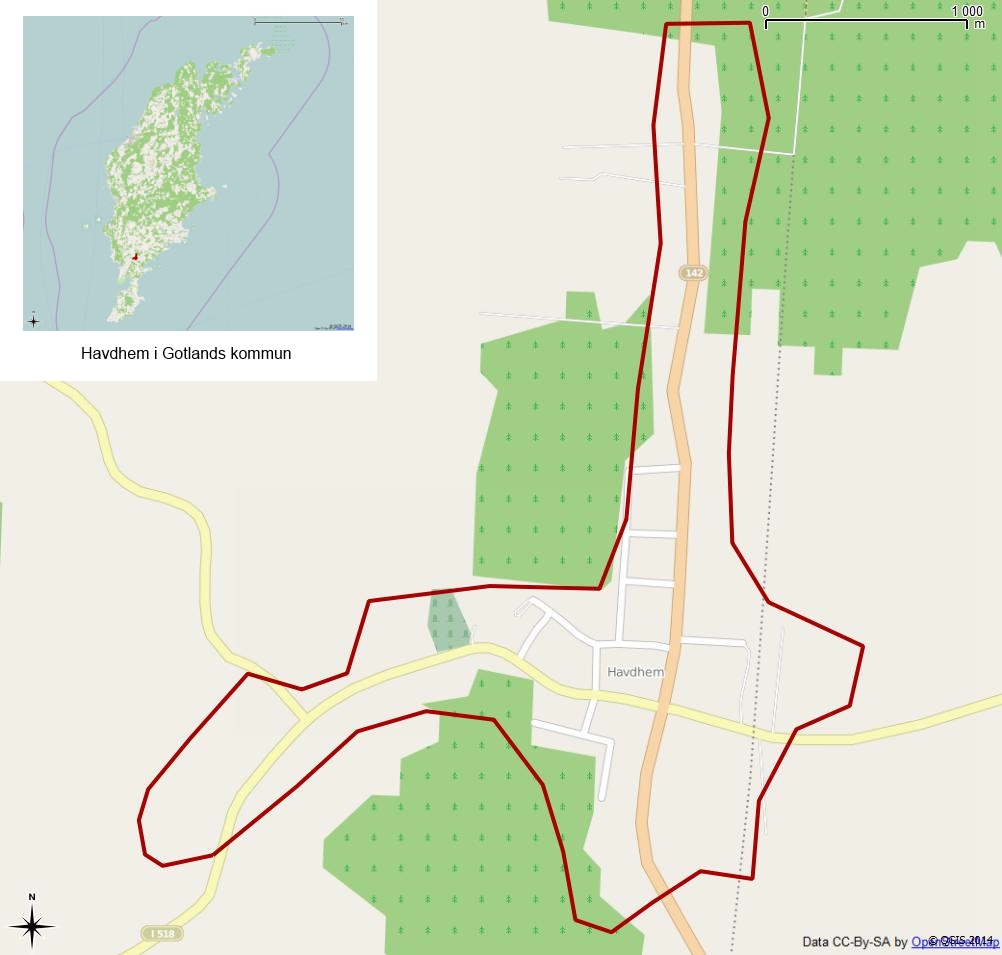
Tätorten Havdhems avgränsning 1990.

| Befolkningsutvecklingen i Havdhem 1960–2020 | Befolkningsutvecklingen i Havdhem 1960–2020 | Befolkningsutvecklingen i Havdhem 1960–2020 | Befolkningsutvecklingen i Havdhem 1960–2020 | Befolkningsutvecklingen i Havdhem 1960–2020 |
| ------------------------------------------- | ------------------------------------------- | ------------------------------------------- | ------------------------------------------- | ------------------------------------------- |
|                                             |                                             |                                             |                                             |                                             |
| År                                          |                                             |                                             | Folkmängd                                   | Areal (ha)                                  |
| 1960                                        | 1960                                        |                                             | 347                                         |                                             |
| 1965                                        | 1965                                        |                                             | 408                                         |                                             |
| 1970                                        | 1970                                        |                                             | 425                                         |                                             |
| 1975                                        | 1975                                        |                                             | 413                                         |                                             |
| 1980                                        | 1980                                        |                                             | 409                                         |                                             |
| 1990                                        | 1990                                        |                                             | 426                                         | 90                                          |
| 1995                                        | 1995                                        |                                             | 391                                         | 91                                          |
| 2000                                        | 2000                                        |                                             | 343                                         | 91                                          |
| 2005                                        | 2005                                        |                                             | 318                                         | 91                                          |
| 2010                                        | 2010                                        |                                             | 298                                         | 90                                          |
| 2015                                        | 2015                                        |                                             | 270                                         | 95                                          |
| 2020                                        | 2020                                        |                                             | 255                                         | 96                                          |
|                                             |                                             |                                             |                                             |                                             |